# Фаюм (Великопольське воєводство)
Фаюм (пол. Fajum) — село в Польщі, у гміні Бжезіни Каліського повіту Великопольського воєводства.
Населення — 181 особа (2011).
У 1975-1998 роках село належало до Каліського воєводства.

## Демографія
Демографічна структура станом на 31 березня 2011 року:
|          | Загалом | Допрацездатний вік | Працездатний вік | Постпрацездатний вік |
| -------- | ------- | ------------------ | ---------------- | -------------------- |
| Чоловіки | 89      | 25                 | 57               | 7                    |
| Жінки    | 92      | 27                 | 45               | 20                   |
| Разом    | 181     | 52                 | 102              | 27                   |